# Ruhollah Khomeini
Ayatollah Seyyid Ruhollah Khomeini (persisk: روح الله موسوی خمینی Rūḥollāh Mūsavī Khomeynī) (født 24. september 1902, død 3. juni 1989) var en iransk shia-muslimsk lærd og den politiske og åndelige leder af den Den iranske revolution som væltede den sidste shah Mohammad Reza Pahlavi.  Han styrede som Irans religiøse leder landet fra shahens fald til sin død i 1989. Khomeini har været blandt de mest indflydelsesrige mænd i det 20. århundrede. Han blev kåret til Årets Mand af Time Magazine i 1979. Af mange i den vestlige verden blev han opfattet som en skruppelløs fjende af Vesten, især USA. Khomeini blev også af mange betragtet som hjernen bag international terrorisme og en forbryder mod menneskeheden.

## Livet i eksil
Han var født i byen Khomein som Ruhollah Mousavi (روح‌الله موسوی) i 1902. Som efterkommer af profeten Muhammed havde han ret til at bruge Sayyid foran sit navn. Khomeini fik titlen ayatollah i 1950-erne. 
I 1964 blev han tvunget i eksil fra Iran for sin konstante kritik af shah Mohammad Reza Pahlavis regering. Han blev først sendt til Tyrkiet, senere måtte han flytte til Irak, hvor han boede, indtil han blev tvunget til at forlade landet i 1978 til Neauphle-le-Château i Frankrig. Ifølge Alexandre de Marenches (daværende leder af den franske efterretningstjeneste), foreslog Frankrig shahen, at de kunne «sørge for at Khomeini blev udsat for en dødelig ulykke». Shahen afslog attentat-tilbuddet, begrundet med at dette ville gøre Khomeini til martyr. 
Khomeini blev en af de mest indflydelsesrige modstandere af shahens styre. I 1970 holdt Khomeini i Najaf en forelæsningsrække, der senere udkom i bogform med titlen Den islamiske stat eller De retslærdes styre (velāyat-e faqīh). Han gjorde heri op med det shiitiske præsteskabs politiske passivitet og skabte det teoretiske grundlag for Den islamiske republik Irans forfatning efter revolutionen.
Det islamiske samfund skulle baseres på islamisk ret, alle love og aktiviteter skulle overvåges af islamiske retslærde, og monarkiet skulle afskaffes. Den religiøse leder skulle være en faqih (islamisk retslærd), valgt af en ekspertforsamling af præster. Kort sagt: Shahens styre skulle erstattes af et præstestyre.

## Tilbage i Iran
To uger efter at shahen havde forladt Iran, kom Khomeini tilbage 1. februar 1979, indbudt af den antishah-revolution, som allerede var i gang. Vestlige mediekilder anslog, at op mod seks millioner revolutionære bød ham velkommen. Khomeini udråbte en midlertidig regering med Mehdi Bazargan som leder den 1. februar. 30. og 31. marts 1979 afholdtes folkeafstemning om den fremtidige styreform. Over 98% af befolkningen stemte angiveligt for den islamiske republik. 
Efterfølgende blev der holdt folkeafstemning for at godkende Irans forfatning. Efter forfatningen blev Iran ledet af såvel den religiøse leder som en præsident. Der blev oprettet et Vogternes Råd som bl.a. havde til opgave at godkende kandidaturer til præsidentvalg og andre valg. Khomeini selv  blev religiøs leder for livstid, som «leder af revolutionen» og d. 4. februar 1980 blev Abolhassan Banisadr valgt som første præsident i Iran.

## Ambassadebesættelsen
4. november 1979 angreb en gruppe studenter, som var ivrige tilhængere af Khomeini, den amerikanske ambassade i Teheran og tog 52 amerikanske statsborgere som gidsler (kvinder og minoriteter blev frigivet) og holdt dem frihedsberøvet i 444 dage. Det skete som reaktion på, at USA nægtede at udlevere shahen.  Besætterne kaldte ambassaden en "spionrede" og udgav i bogform 50 bind med optrykte dokumenter fra ambassadens arkiv. 
Et amerikansk undsætningsforsøg mislykkedes som følge af helikopterstyrt.  Den mislykkede operation blev set som en væsentlig grund til, at præsident Jimmy Carter tabte det følgende præsidentvalg til Ronald Reagan. Gidslerne blev frigivet samme dag, som Reagan overtog præsidentposten, den 20. januar 1981.

## Iran-Irak-krigen
Khomeini opfordrede til lignende islamske revolutioner i andre lande i Mellemøsten. Ledet af Saddam Hussein angreb Irak Iran. Irak havde ambitioner om at besætte sin olierige nabo (særlig Khuzestan-provinsen) og antog, at Iran var svækket af omvæltningerne. Det blev til otte års krig. Den irakiske invasion, støttet af USA for at dæmme op for spredning af den islamiske revolution til de olierige golfstater, styrkede ironisk nok Khomeinis stilling. Hans personlige popularitet og magt var ubestridt, da han opfordrede iranerne til at kæmpe for deres land og religion mod det sekulære Irak.

## Livet under Khomeini
Under Khomeinis styre blev islamisk lov indført med strenge adfærds- og påklædningsforskrifter for både mænd og kvinder. Medierne var omend endnu mere ufrie end de havde været under shahen, og de nye forskrifter gjorde dagliglivet svært for især de moderne indstillede iranere. Styret udviklede sig i en brutal og undertrykkende retning med systematiske brud på menneskerettighederne, herunder forskellige former for tortur.
En anden holdning er, at landet faktisk oplevede mere frihed og mindre tortur under Khomeinis styre, men at Vesten og især USA propaganderede mod regimet og dermed sørgede for at tilsløre billedet af landet, som siden Khomeini kom til magten både har oplevet teknologisk, økonomisk og videnskabelig fremgang. Shahen var en tæt allieret af USA og England, derfor var det i USA's interesse at dække for ham.
I 1989 udstedte Khomeini en fatwa over Salman Rushdie, som indebar, at det var en religiøs pligt for muslimer at dræbe Rushdie som følge af den, efter Khomeinis og mange andre muslimers opfattelse, blasfemiske roman, De Sataniske Vers.

## Død og begravelse
Khomeini døde 3. juni 1989. Begravelsen udløste kaos i Teheran, da millioner af tilhængere søgte at få et sidste glimt af afdøde. Tusinder kom til skade under tumulterne, flere blev mast ihjel og efter at liget faldt ud af kisten og ud til menneskemængden blev begravelsen afbrudt. Den blev genoptaget fem timer senere – under svær bevogtning af sikkerhedsstyrker.
Khomeinis begravelse menes at være den største begravelse nogensinde. Flere millioner var mødt op for at få et sidste glimt af deres revolutionsleder.[kilde mangler]

## Eksterne ressourcer
- Wikimedia Commons har flere filer relateret til Ruhollah Khomeini
- Khomeinis tale på Muhammads fødselsdag i 1981 Arkiveret 8. december 2005 hos  Wayback Machine

Af og om ayatollah Khomeini (i PDF):
- Imam Sayyid Ruhollah al-Musavi al-Khomeini – Islamic Government (Hukumat-i Islami)
- Imam Sayyid Ruhollah al-Musavi al-Khomeini – The Last Will …
- Kazem Ghazi Zadeh – General Principles of Imam Khumayni's Political Thought
- Hamid Algar – A Brief Biography of Imam Khomeini